# زكريا القفاص (منتج فني)
زكريا القفاص (مواليد 12 ديسمبر 1980 – 45 عامًا) هو منتج فني ومنتج منفذ مصري، وُلد في القاهرة، شارك في إنتاج عدة أعمال درامية وسينمائية حظيت بتغطية إعلامية، منها مسلسل "النهاية" الذي أثار الجدل وقت عرضه عام 2020.، حيث قدم العديد من الأعمال المتميزة في السينما والتلفزيون والإعلانات والفيديو كليبات، على مدار أكثر من 15 عامًا من العمل الإبداعي.

### النشأة والتعليم
وُلد زكريا القفاص في جمهورية مصر العربية يوم 12 ديسمبر عام 1980.
تخرج في كلية الإعلام – جامعة 6 أكتوبر، حيث تخصص في فنون الإعلام والإنتاج، ما ساعده على بناء أساس أكاديمي متين للعمل في المجال الفني لاحقًا.

### الحياة المهنية
بعد الانتهاء من دراسته الجامعية، اتجه زكريا القفاص إلى العمل في مجال الإنتاج الفني، وبدأ مشواره كمساعد ومنسق إنتاج، حتى أصبح واحدًا من المنتجين الفنيين والمنفذين في المنطقة.
ساهم في إنتاج العديد من المسلسلات والأفلام التي حققت شهرة وجماهيرية، وتميز بأسلوبه في إدارة فرق العمل، والاهتمام بأدق التفاصيل الفنية، إلى جانب رؤيته الإنتاجية الواضحة التي جعلته يُسند إليه العديد من المشروعات الكبرى في مصر والعالم العربي.

### 📺 المسلسلات
شارك زكريا القفاص في إنتاج العديد من المسلسلات المهمة، من بينها:
مسلسل "9 جامعة الدول" عام 2012 كمدير إنتاج.
مسلسل "مزاج الخير" عام 2013.
مسلسل "نصيبي وقسمتك – الجزء الثاني" عام 2017 كمنتج فني.
مسلسل "لمعي القط" عام 2017 كمدير إنتاج.
مسلسل "الشريط الأحمر (Red Band)" عام 2018 كمدير إدارة الإنتاج.
مسلسل "كارمن" عام 2019 كمدير إنتاج.
مسلسل "زلزال" عام 2019 كـLine Producer.
مسلسل "النهاية" عام 2020 كمنتج فني، ويُعد من أبرز الأعمال ذات الطابع الخيالي العلمي في الدراما المصرية.
مسلسل "فراولة" عام 2023 كمنتج فني.
مسلسل "أثينا" المنتظر عرضه في 2025 كمنتج فني.

### 🎬 الأفلام
في السينما، شارك في مجموعة من الأفلام الناجحة، منها:
فيلم "بحبك" (2022) كمنتج فني.
فيلم "#هاشتاج جوزني" (2022) كمنتج فني.
فيلم "تاج" (2023) كمنتج فني.
فيلم "الغربان" (2023) كمنتج فني.
فيلم "ريستارت" (2025) كمنتج فني.
فيلم "بنات فاتن" (2025) كمنتج فني.
فيلم "ابن النصابة" (2025) كمنتج فني.
فيلم "هابي بيرث داي" (2025) كمنتج فني.

### 📺 البرامج
قدّم أيضًا عددًا من البرامج الناجحة، أبرزها:
برنامج "الست دي أمي" عام 2015 كمدير إدارة إنتاج.
برنامج "تعاشب شاي" عام 2017.
برنامج "أسد ألميريا" الرياضي عام 2020 كمنتج فني.
فوازير "مراجيح (كرسي المنصة)" تقديم الإعلامية العراقية هيفاء حسوني.

### 📣 الإعلانات التجارية
- نادي بيراميدز – تركي آل الشيخ
- سي فيو – رأس الحكمة (بطولة أحمد زاهر وأسرته – 2025)
- إعلان منتدى شباب العالم – أحمد فلوكس (Producer)
- إعلان الحياة كمبوند – محمد منير – 2025
- جميرا باي – راغب علامة
- شاومي – تامر حسني – 2021
- شاي الكابوس – أحمد شيبة – 2022
- أورا العاصمة الإدارية – 2024
- اعلان مترو الانفاق محطه عدلي منصور  الجديده. (line producer)
- إعلان ابلكيشن اطلب (Producer)
- الاستحقاق الدستوري – الهيئة الوطنية للانتخابات

### 🎵 الفيديو كليبات (Producer لكل الأغاني التالية)
عمل على مجموعة من الإعلانات المميزة لشخصيات ومشروعات معروفة، من أبرزها:
إعلانات نادي بيراميدز – تركي آل الشيخ.
إعلان سي فيو – رأس الحكمة (بطولة أحمد زاهر وأسرته، 2025).
إعلان الحياة كمبوند – محمد منير (2025).
إعلان جميرا باي – راغب علامة.
إعلان شاومي – تامر حسني (2021).
إعلان شاي الكابوس – أحمد شيبة (2022).
إعلان أورا العاصمة الإدارية (2024).
بالإضافة إلى إعلانات رسمية للدولة، مثل إعلانات مترو الأنفاق، الانتخابات الدستورية، ومنتدى شباب العالم.

### الأغاني
عمل كـمنتج لأكثر من 30 كليب غنائي، لعدد من أهم نجوم الغناء في مصر والعالم العربي، أبرزها:
"قال إيه" – حمادة هلال (2003)
"سيدنا النبي" – حمادة هلال (2006)
"كان فاضل" – محمد منير (2008)
"طول ما انتي جنبي" – محمود العسيلي (2009)
"180 درجة" – تامر حسني (2014)
"عمري ابتدا" – تامر حسني (2016)
"الله شاهد" – تامر حسني (2017)
"القمر" – محمد رمضان (2019)
"وسع للبطل" – محمد رمضان (2020)
"بابا" – محمد رمضان (2021)
"حوا" – تامر حسني (2023)
"معلش" – (2024)
"فعلاً مبيتنسيش" – (2024)
"حبيبي تقلان" – تامر حسني (2025)
"حبك لو غلطة" – تامر حسني (2025)
"الأنوثة الطاغية" – تامر حسني (2025)
"لينا معاد" – تامر حسني (2025)
"خلونا نشوفكم تاني" – تامر حسني (2025)